# Comuna Prîbîn, Koriukivka
Prîbîn (în ucraineană Прибинь) este o comună în raionul Koriukivka, regiunea Cernihiv, Ucraina, formată din satele Kosteantînivka și Prîbîn (reședința).

## Demografie
Componența lingvistică a comunei Prîbîn
     Ucraineană (99,25%)
     Alte limbi (0,75%)
Conform recensământului din 2001, majoritatea populației comunei Prîbîn era vorbitoare de ucraineană (99,25%), existând în minoritate și vorbitori de alte limbi.